# Ервайн фон дер Лайен (1798–1879)
Карл Ойген Дамиан Ервайн фон дер Лайен-Хоенгеролдсек (на немски: Karl Eugen Damian Erwein I. Fürst von und zu der Leyen Hohengeroldseck; * 3 април 1798 във Визентхайд; † 17 май 1879 във Ваал в Швабия, Бавария) е 2. княз на Княжеството фон дер Лайен и граф на Хоенгеролдсек, фрайхер на Адендорф (във Вахтберг в Северен Рейн-Вестфалия).
Той е син на 1. княз Филип фон дер Лайен и Хоенгеролдсек (1766 – 1829) и графиня София Тереза Валпургис фон Шьонборн-Визентхайд (1772 – 1810, при пожар на жилище в Париж), дъщеря на граф Хуго Дамиан Ервайн фон Шьонборн-Визентхайд (1738 – 1817) и графиня Мария Анна Терезия Йохана Валпурга фон Щадион-Вартхаузен-Танхаузен (1746 – 1817). Внук е на имперски граф Франц Георг Карл Антон фон дер Лайен и цу Хоенгеролдсек (1736 – 1775) и Мариана фон Далберг Кемерер фон Вормс, фрайин фон Далберг (1745 – 1804)
През 1815 г. след Виенския конгрес княжеството е прекратено. През 1820 г. Ервайн купува рицарското имение Ваал-Унтердисен в Източен Алгой, където фамилията започва да живее. Собственостите Аренфелс, Ниферн и Камп са продадени.
Ервайн става офицер в баварската армия. През 1814 г. той е под-лейтенант, 1817 г. обер-лейтенант, 1820 г. ритмайстер, 1823 г. майор, 1833 г. полковник-лейтенант, 1841 г. полковник „à la suite“ и през 1856 г. генерал-майор.
От баща си той наследява през 1829 г. княжеската титла и също постоянно място в племенното събрание на Велико херцогство Баден, където лично никога не присъствал.

## Фамилия
Ервайн фон дер Лайен се жени на 18 август 1818 г. във Виена за първата си братовчедка графиня София Тереза Йохана фон Шьонборн-Буххайм (* 24 ноември 1798, Прага; † 31 май 1876, Ваал), дъщеря на Франц Филип Йозеф фон Шьонборн-Буххайм (1768 – 1841) и графиня Мария София Антоанета Шарлота Клара Елизабет фон дер Лайен-Хоенгеролдсек (1769 – 1834), дъщеря на имперски граф Франц Георг Карл Антон фон дер Лайен и Хоенгеролдсек (1736 – 1775) и Мариана фон Далберг Кемерер фон Вормс, фрайин фон Далберг (1745 – 1804). Те имат шест деца:
- Филип II Франц Ервайн Теодор (* 14 юни 1819 в Гондорф; † 24 юли 1882 във Ваал), 3. княз фон дер Лайен-Хоенгеролдсек, господар на Ваал и Унтер-Дисен, женен на 8 юни 1853 г. в Мюнхен за принцеса 	Аделхайд Каролина фон Турн и Таксис (* 25 октомври 1829, Ансбах; † 7 септември 1888, Ваал); имат 5 деца
- Франц Лудвиг Ервайн Дамиан (* 17 Феб 1821, Мюнхен; † 8 декември 1875, Мюнхен)
- София Амалия (* 28 септември 1822; † 10 февруари 1829)
- Амалия София Мари Ервина Каролина Луиза (* 17 декември 1824, Ваал; † 9 април 1857, Мюнхен)
- Ервайн Франц Карл (* 27 май 1826; † 18 декември 1829)
- Мария Анна Ервина Луиза (* 5 ноември 1828; † 17 февруари 1829)

Гробът на княжеската двойка Ервайн и София Тереза фон дер Лайен се намира във Ваал.